# 白神岳

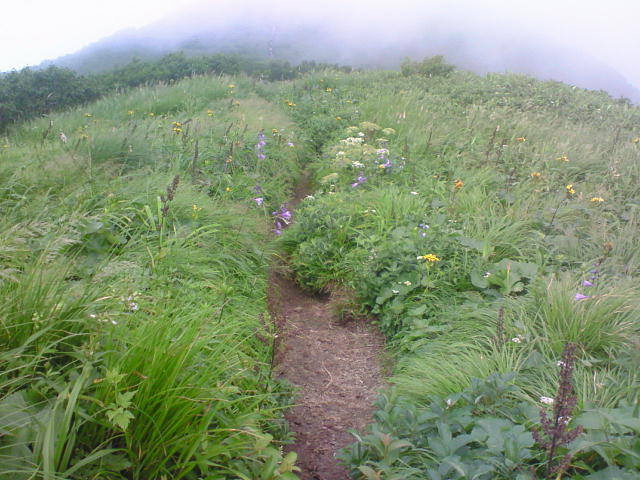
白神岳山頂部の高山植物群

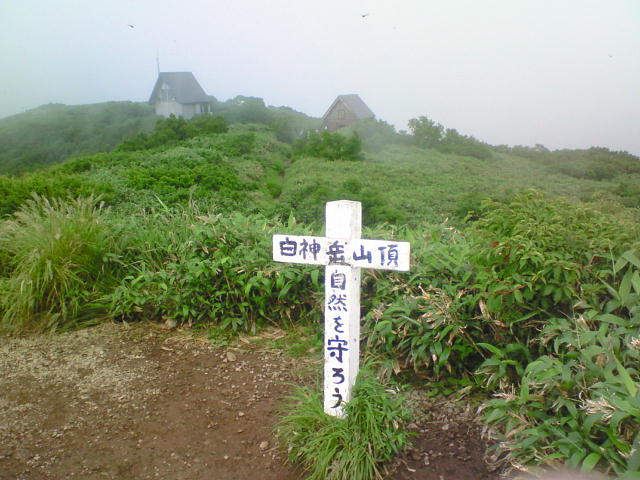
白神岳山頂

白神岳（しらかみだけ）は、青森県西津軽郡深浦町にある標高1,235 mの山。一等三角点の標高は1,231.9 m。世界遺産登録の白神山地にある。日本二百名山の一つである。

## 解説
山頂付近は偽高山帯で森林限界となっている。山頂からは白神山地核心地域の景色を望める。山頂にはトイレと避難小屋がある。白神山地の最高点は、白神岳の北東約4 kmにある標高1,250 mの向白神岳であるが、登山道はない。白神岳に対して向白神岳は「女嶽」とも表記され、一対として捉えられていたという説もある。

### 山頂
白神岳の山頂は、南北1 kmの馬の背のような稜線の南端にあり、山頂には一等三角点がある。山頂付近には1984年8月に登山家の長谷川恒男が地元の子供たちと登山記念に建てた標柱がある。山頂から南西には二股コースに下る道筋がついている。山頂から北に少し移動し、ウズラ石沢に下る踏み跡を50 mほど下ると水場がある。山頂付近に水場がある山は珍しい。60 mほど北に進むと白神岳避難小屋がある。ここから東側に向白神岳への稜線が続いている。
道をさらに30 mほど進むと、草地の中に大きな講中石があり、その隣に白神大権現の祠がある。この付近の草場は高山植物帯となっている。決して大きな高山植物群落ではないが、わずかばかりの面積の草場に5月から9月まで数多くの高山植物が咲く。この付近の西斜面を下ると種蒔苗代池があり、年中涸れることがない。さらに付近の岩場には人が2・3人入れる風吹穴と呼ばれる穴があり、この岩場を風吹岩という。山頂付近の岩場はここだけである。祠から北に向かう道は一本道で、ヤブが多いが途中で1か所海岸方面への展望がきく場所がある。

### 白神岳避難小屋
1985年、白神岳避難小屋設置準備会による募金活動と行政の補助金計250万円で、山頂に白神岳避難小屋が設置されたされた。小屋の天井には募金者の名前が刻まれている。総ヒバ造り3階建て、収容人数30人で、長谷川恒男のアドバイスも得て建設されている。1997年（平成9年）には青森県が小屋に隣接してトイレを設置した。年に1回ヘリコプターによるくみ取りが行われている。
2005年に修復を施したが、その後内部腐食が進み倒壊の危機にあった。2019年、ふるさと納税制度を活用した「白神岳避難小屋修復プロジェクト」が立ち上がり、寄付および町予算を合わせた3410万円が充てられて老朽化した小屋が立て替えられ、10月15日から利用可能になった。なお、小屋は深浦町岩崎地区の作業場で仮組みが報道公開され、一度仮組みを解体したのち9月25日ヘリコプターで白神岳山頂に搬送された。
2021年、深浦町が募集したネーミングライツ制度により、小屋の新名称が「白神岳大周（だいしゅう）満天避難小屋」となった。命名権を取得したのは大水達也が代表取締役を務める青森県弘前市の弘前倉庫で、大水自身白神岳には何度も登っており、「山の素晴らしさや小屋の重要性を十分承知している」と語っている。命名権料は小屋の大規模修繕に備えて基金として積み立てられる。

## 歴史
白神岳が初めて記録に残されているのは、1645年に弘前藩が江戸幕府に提出した「陸奥国津軽郡之絵図」である。この図では白神岳は「しらかみの嶽」と表記されている。江戸時代の紀行家であった菅江真澄は白神岳を「白上山」や「白髪山」などと表記している。秋田県八峰町からは春の白神岳山頂の雪形が「上」の字に見える頃があり、真澄はこのため「白上山」と呼ばれるのではないかと記している。また、真澄は男鹿の戸賀にある白神大明神で、紀州の「白神という磯浜」と北海道松前の「白神岬」とこの白神嶽をあげ、しらがみの名前の由来について別の考察をしている。また、海の上で進路を失った時に、白神大権現に祈れば白い旗を持った神が現れ、進路を示してくれるという伝説も地元に残っている。
白神岳は地元大間越の人たちが旧暦8月1日に登山を行い祈りをささげてきた信仰の山でもある。深浦町岩崎地区には「白神の嶽と岩木山は姉妹の関係にある。女ぶりのよくない姉が白神の嶽の神となり、下の妹が岩木山の神となったので、岩崎の人々は岩木山を『下の神の山』というようになった」という伝説がある。
津軽地方が東冷風のやませで不作になるときにも、この白神岳が盾になり西側の地区を冷風から防いだ。1993年に津軽平野がやませで記録的な冷害になったのに対して、この地区では平年作程度であった。
昔の白神岳参詣では、山頂近くの水場が御神水として扱われ、汲まれて里人へふるまわれた。夏は水量が少ないこともあるが、涸れたことはない。この水場の水は、屋久島の水とともに広島市の原爆ドームが世界遺産に登録された際の記念式典に献水された。

## 主な登山ルート

### 蟶山コース
- 駐車場→登山口→二股分岐→最後の水場→蟶山分岐→主稜線・大峰分岐→山頂 6.5 km

一般的なコース。1983年の白神岳登山大会の際に岩崎村教育委員会が開設した。蟶（まて）山は白神岳山腹にある841 mの山である。JR五能線白神岳登山口駅から山頂まで徒歩約5時間30分。登山口のバス停および駐車場から約4時間30分。
二股分岐までは、青森ヒバなどの木が茂っている。主稜線はブナが立ち並び「ブナ街道」と呼ばれている。

### 二股コース
- 駐車場→登山口→二股分岐→二度の渡河→急坂を直登→山頂 5.3 km

昔から登られてきた伝統の登山道だが、整備されたのは2003年7月からである。途中で川を二度飛び石で渡ることになる。山頂までの道のりも急で、ロープがいたるところに取り付けられているため、軍手などの装備が必須である。危険なコースであるために蟶山コースが作られた。ただ、距離は短いため、蟶山コースより短時間で登ることが可能。昔は旧暦の8月1日になると遠方や近隣の住民が夜明け前から山登りをする行列で、黒崎地区住民は眠れなかった。最後の渡河から50 mは最大の急登となっており、標高780 m地点には、割れ目があり古銭が置かれている姥石という石がある。昔はこの姥石まで一気に登ることができない場合、白神岳に登る資格がないとして下山させられた。

### 十二湖コース
- 十二湖・青池→大崩→崩山→大峰岳→主稜線・大峰分岐→山頂

1963年（昭和38年）7月31日に深浦営林署によって開設され、さらに1982年（昭和57年）に岩崎村が観光コースとして整備したコース。しかし、世界遺産核心地域に接していて、刈払いが全く行われておらず、登山道が藪で覆われて道が見えずに滑落の危険があるうえ、登山道上にも植物が繁茂し始めて、事実上廃道状態にある。

## ギャラリー

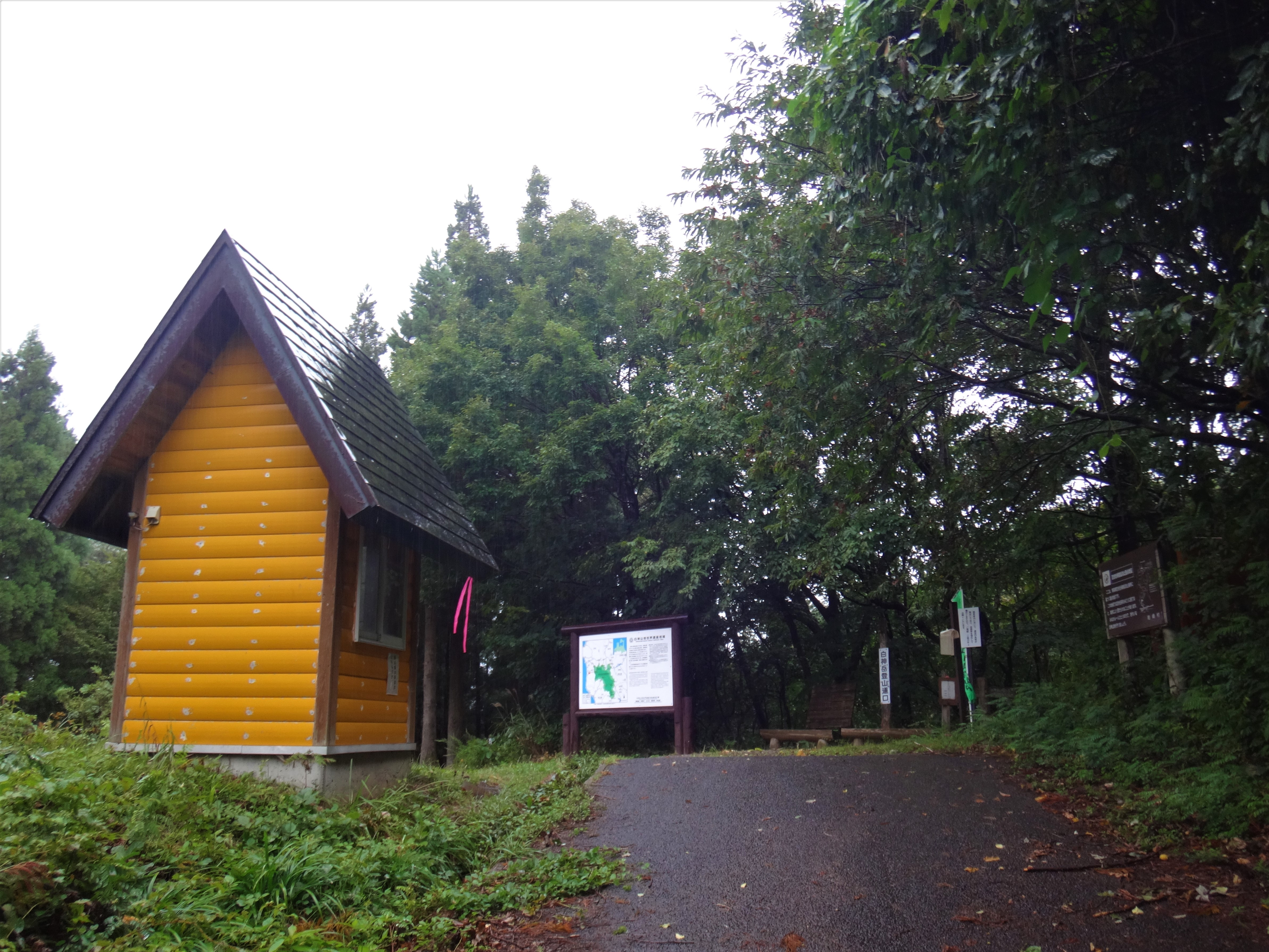
白神岳登山口
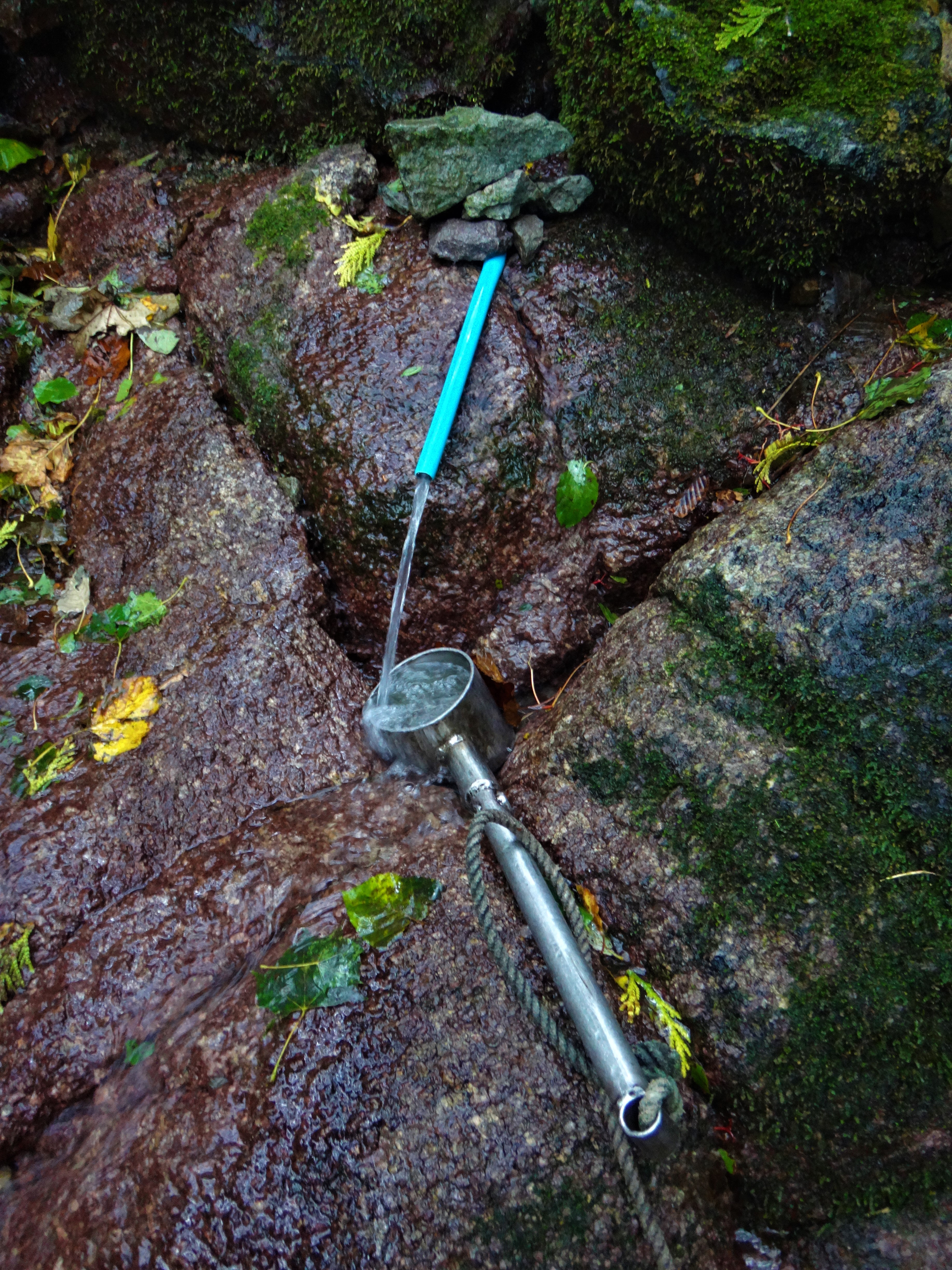
最後の水場
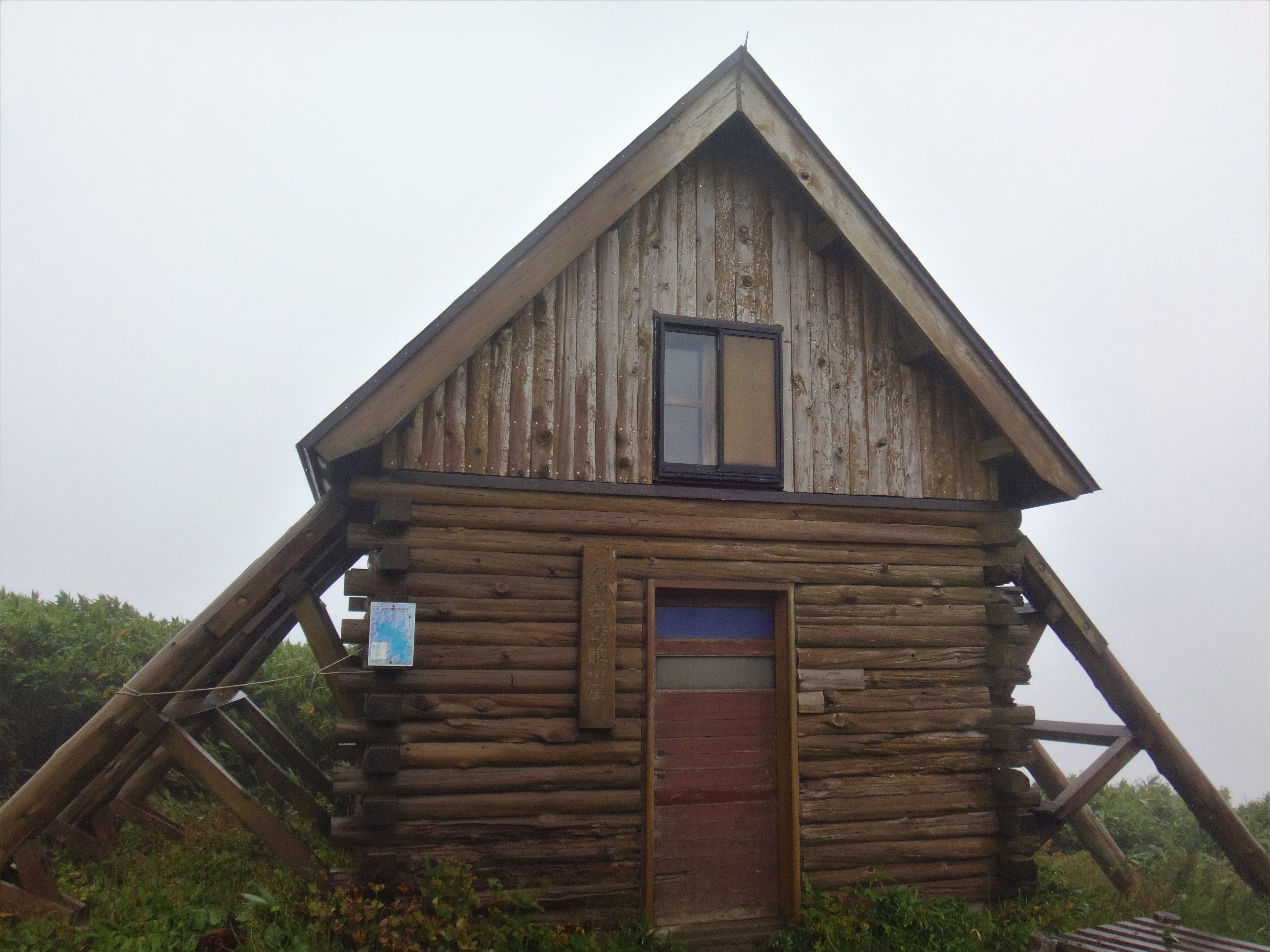
白神岳避難小屋
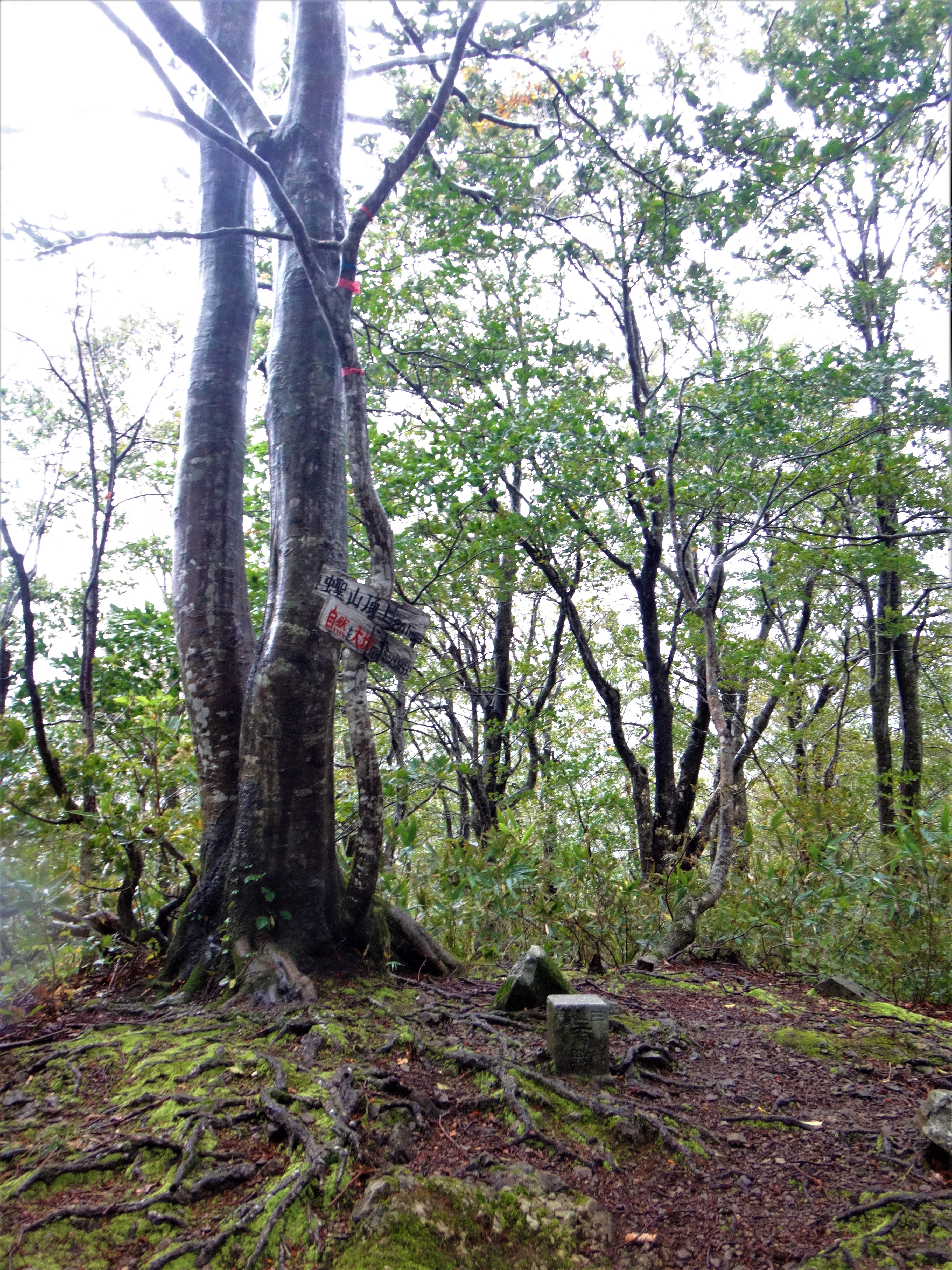
展望のない蟶山山頂

## 三角点
点名「白神岳」
緯度 40°30′13.1189"
経度 140°01′07.19452"
標高 1231.88 m
所在地 青森県西津軽郡深浦町大字大間越山無番地91林班い小班